# (74026) 1998 HL8
1998 إتش أل 8 (ويعرف أيضًا باسم (74026) 1998 إتش أل 8 وفق تسمية الكوكب الصغير) (بالإنجليزية: 1998 HL8)‏ هو كويكب ضمن حزام الكويكبات؛ وترتيبه 74026 من حيث الاكتشاف.
اكتُشف هذا الجُرم الفلكي بواسطة Frank B. Zoltowski ‏ في 22 أبريل 1998.

## وصلات خارجية
- (74026) 1998 HL8 في قاعدة بيانات مختبر الدفع النفاث لأجرام النظام الشمسي الصغيرة

- الاكتشاف · مخطط المدار ·  العناصر المدارية · المعلمات المادية

- (74026) 1998 HL8 على موقع ويكي سكاي: DSS2, SDSS, GALEX, IRAS, Hydrogen α, X-Ray, Astrophoto, Sky Map, Articles and images